# Setaphis wunderlichi
Setaphis wunderlichi är en spindelart som beskrevs av Norman I. Platnick och Murphy 1996. Setaphis wunderlichi ingår i släktet Setaphis och familjen plattbuksspindlar.
Artens utbredningsområde är Kanarieöarna. Inga underarter finns listade i Catalogue of Life.